# الهندوسية في نيبال

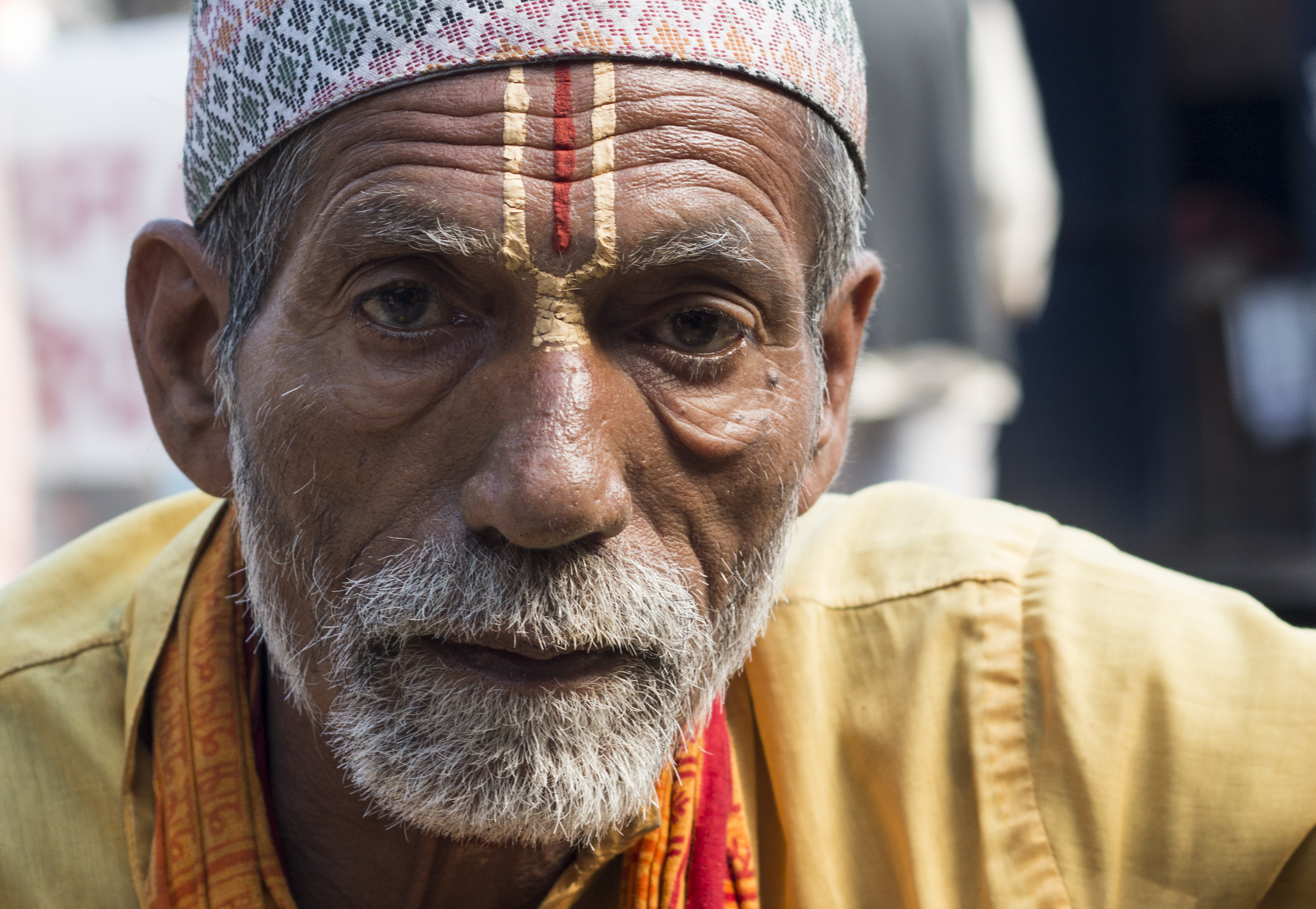
برهمن نيبالي من طائفة باهون مرتدياً داكا توبي: يرتبط كهنة جماعة الباهون بالأعمال الكهنوتية

تعد الهندوسية أكبر ديانات نيبال، حيث أن نسبة 81.3 بالمئة من الشعب النيبالي تقريباً اعتبروا أنفسهم هندوساً بحسب تعداد يعود لعام 2011، ولكن يلاحظ المراقبون أن كثير من الأشخاص الذي يُعتبِرون أنفسهم هندوساً في تعداد عام 1981 قد يمكن اعتبارهم بوذيين لأسبابٍ عدة. ويُقدر عدد الهندوس في نيبال وفقاً لتعداد 2011 بحوالي 22.1 مليون؛ أي ما يمثل نسبة 81.3% من عدد سكان البلاد. ويتشابه تقويم فيكرم سامفات النيبالي الوطني وهو هندوسي شمسي تشابهاً أساسياً مع التقويم الديني المنتشر في شمال الهند والمعتمد على وحدات الزمن الهندوسية.
يُظهِرُ التوزع الجغرافي للمجموعات الدينية أن الهندوس يمثلون نسبة 87 من المجموع الكلي لعدد السكان في كل منطقة. ومن أكثر الجماعات الناطقة باللغات التبيتية البورمية المتأثرة بالهندوسية في نيبال هي الماغار وشعب سانوار وشعب راي.

## مملكة النيبال
يذكر المؤرخون والتقاليد المحلية أن سيج (قديس) هندوسي يدعى «ني» أقام في وادي كاتمندو خلال الأزمان السابقة للتاريخ ويعني اسم «نيبال» المكان الذي يحميه السيج «ني» وكلمة «بالا» تعود للغة السنسكريتية. أقام الشعائر الدينية في تيكو الواقع عند ملتقى نهري باغماتي وبيشنوماتي. وأختار بحسب الأسطورة بقّار (راعي بقر) من الأتقياء الصالحين ليصبح أول ملك من ملوك سلالة غوبالا. ويُقال استمرت فترة حكام هؤلاء الملوك إلى أكثر من 500 سنة. وأختار بوكتامان أول ملوك نسل سلالة غوبال (البقّار). وحكمت سلالة غوبال لمدة 621 سنة. ويعد ياكشيا غوبتا آخر ملوك هذه السلالة.
يذكر نص سكاندا بورانا وجود ريشي يدعى «ني» أو «نيموني» عاش في الهيمالايا. ويُذكر في نص باشوباتي بورانا بصفة القديس والحامي. ويُقال كفّر عن ذنوبه في نهري باغماتي وكيسافاتي وعلّم عقيدته هناك أيضاً.

## الجمع بين الهندوسية والبوذية
كان هناك تقليدياً قدر كبير من المخالطة ما بين المعتقدات الهندوسية والبوذية. فالكثير من الأشخاص الذين تم اعتبارهم هندوساً في تعداد عام 1981 يمكن اعتبارهم بوذيين أيضاً عند الأخذ بجوانب معينة. وتعبّد الهندوس منذ زمنٍ طويل في المعابد البوذية وتعبّد البوذيين في المعابد الهندوسية. ويكمن السبب وراء ذلك في أن كلاً من الدينين لهما جذور مشتركة، وعلى مدار معظم تاريخهما لم ينظر إليهما على أنهما منفصلان بل نزعاتان متنافستان في إطار تقليد ديني مشترك. وأدت هذه الممارسات الدينية المزدوجة (أو الاحترام المتبادل) إلى كون الاختلافات بين الهندوس والبوذيين دقيقة للغاية وأكاديمية في طبيعتها. فلم يدخل الهندوس والبوذيون في أية نزاعات دينية على مدى آلاف السنين الماضية. زهناك العديد من المعابد التي يستطيع كل من الهندوس والبوذيين الدخول والعبادة على حدٍ سواء.

## معرض الصور

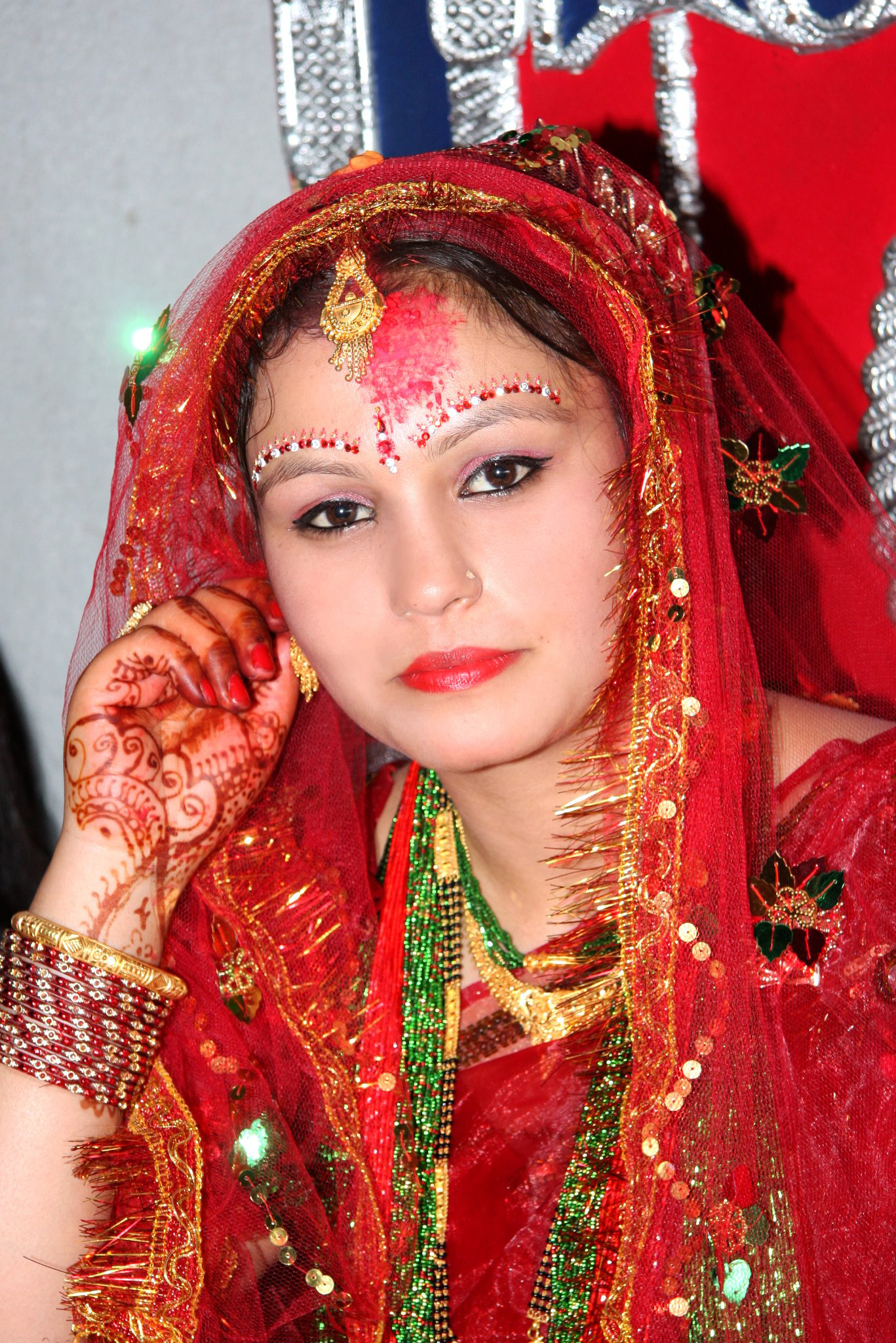
زي تقليدي شائع ترتديه العروسات النيباليات الهندوسيات
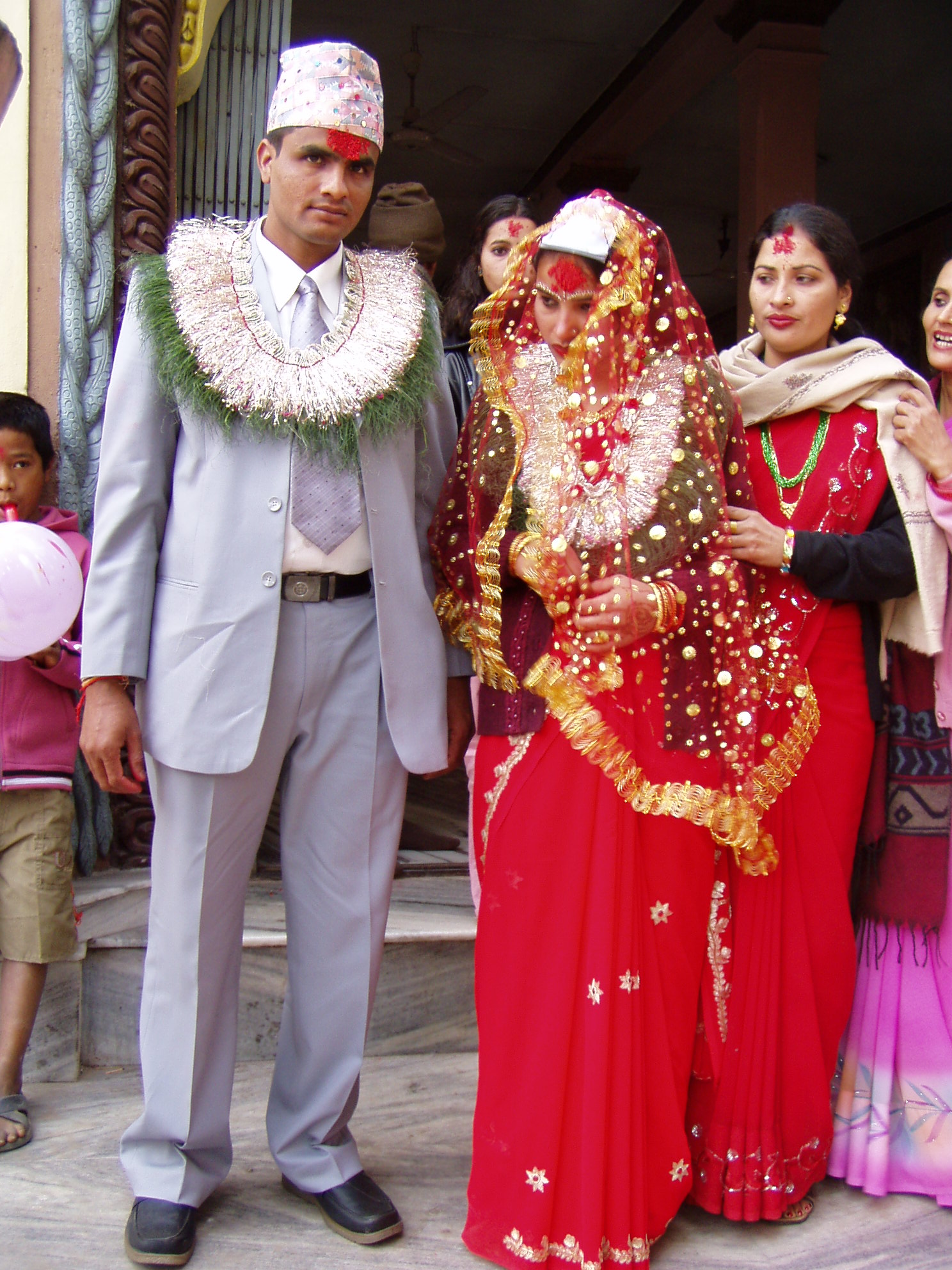
زواج نيبالي باهادي هندوسي
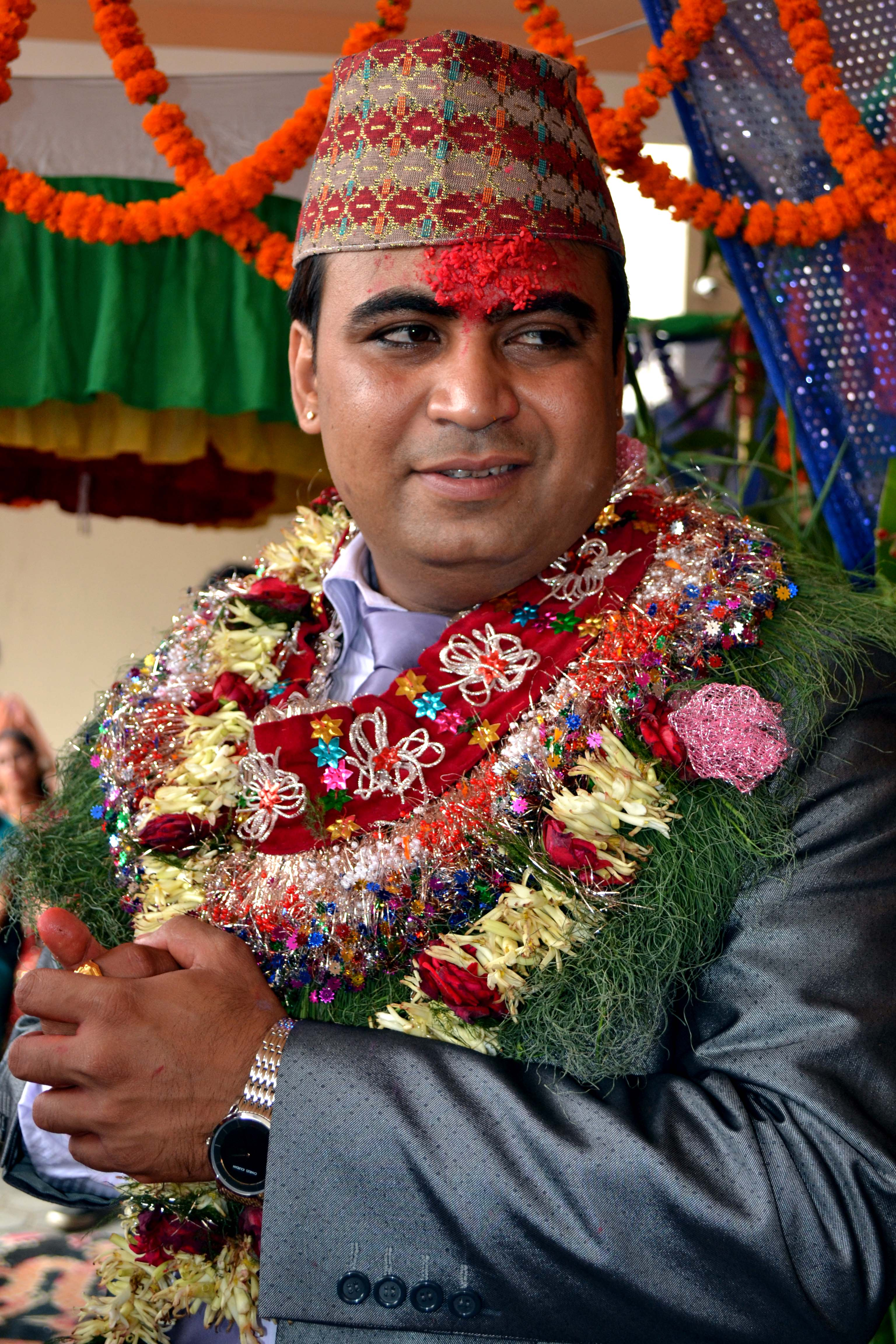
عروس نيبالية باهادية
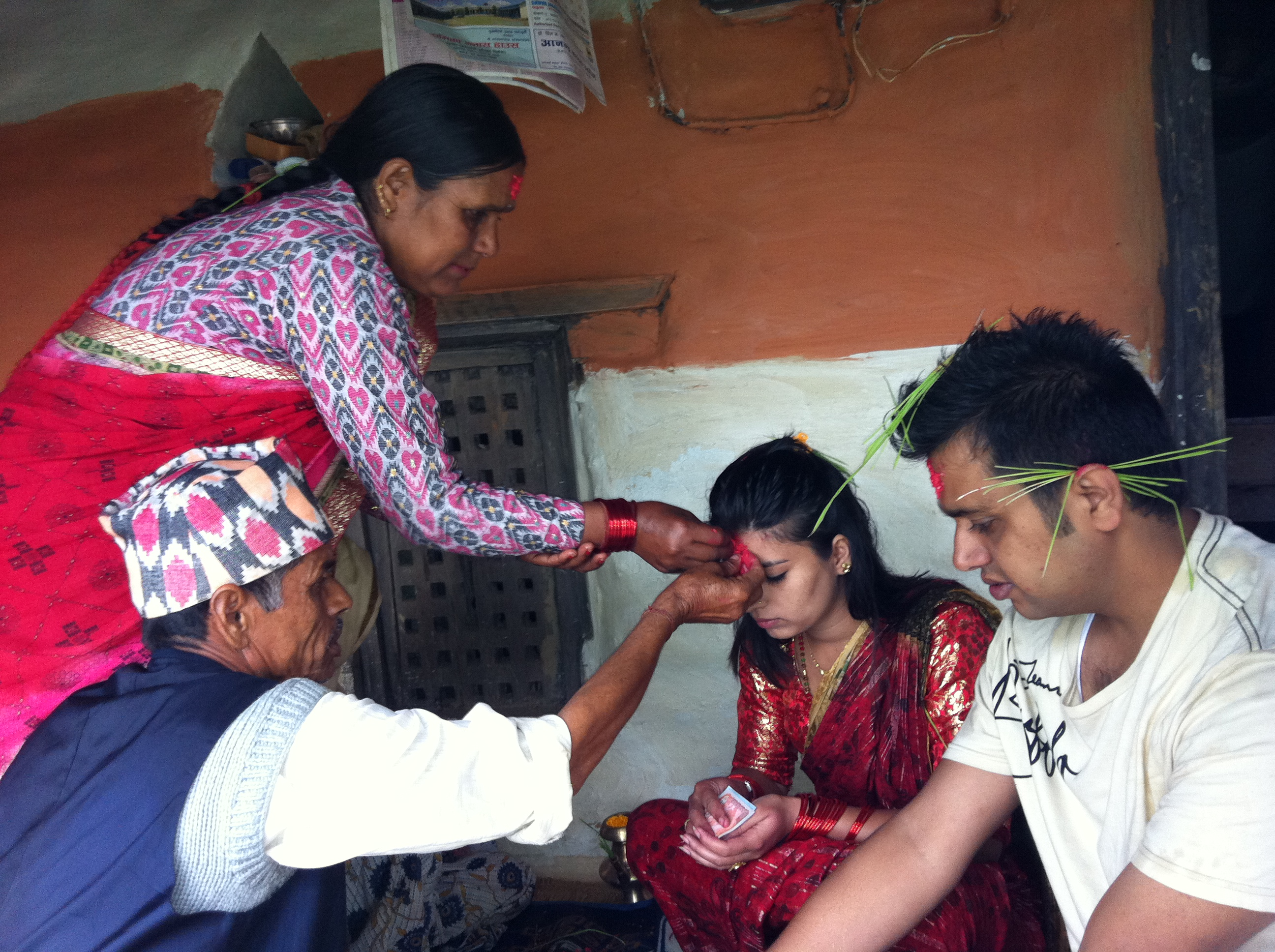
طقوس داشاين تيكا في مهرجان هندوسي هام بمنزل ريفي
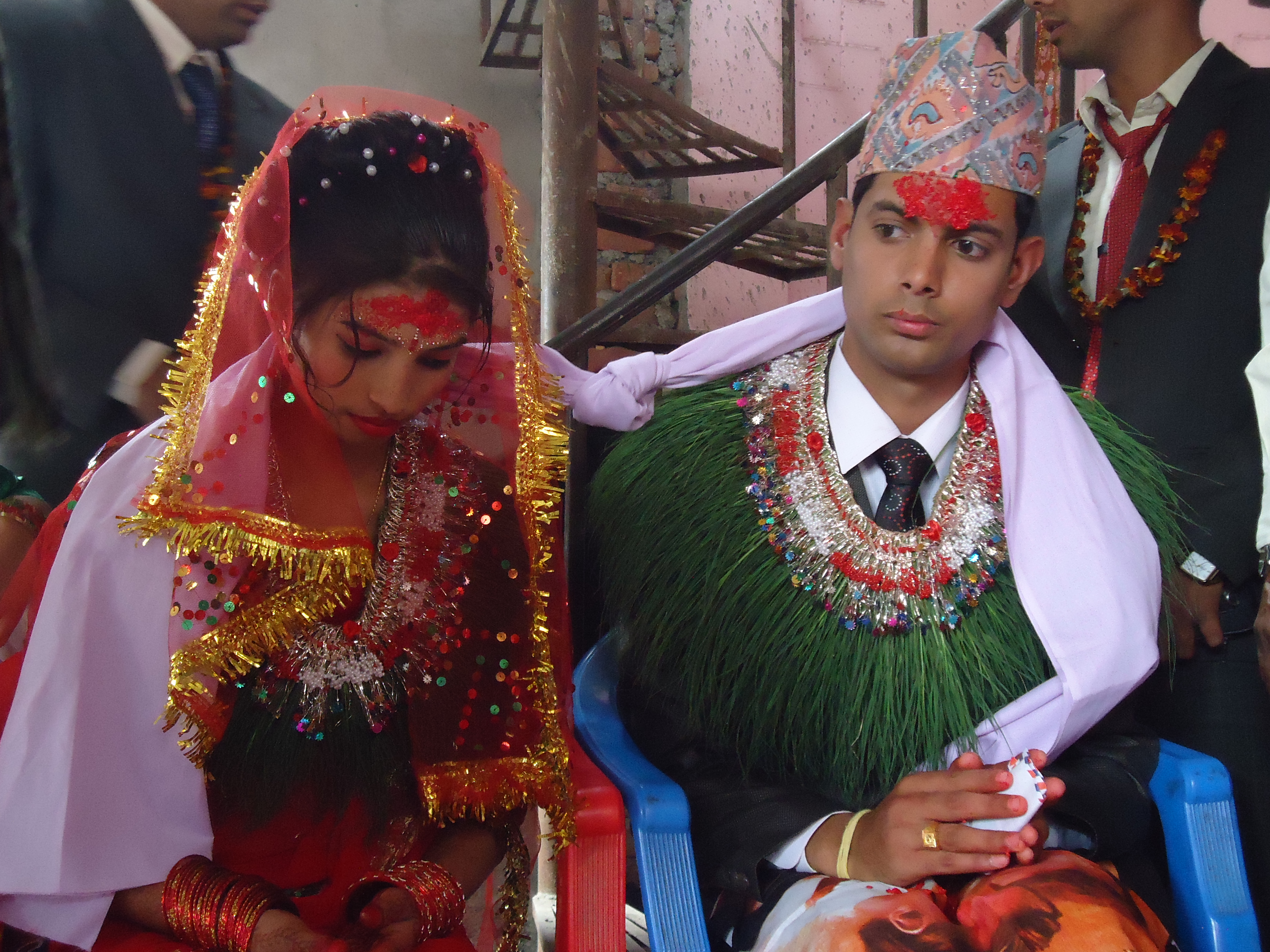
عريس وعروس نيباليان

## وصلات خارجية
- Shree Krishna Pranami Youth Council Nepal
- Shree Radha Madhava Samiti Nepal